# Habenaria subfiliformis
Habenaria subfiliformis är en orkidéart som beskrevs av Célestin Alfred Cogniaux. Habenaria subfiliformis ingår i släktet Habenaria och familjen orkidéer. Inga underarter finns listade i Catalogue of Life.